# Janovík
Janovík (ungarisch Jánoska, älter auch Jánocska) ist eine Gemeinde im Osten der Slowakei mit 453 Einwohnern (Stand 31. Dezember 2024) im Okres Prešov, einem Teil des Prešovský kraj, und wird zur traditionellen Landschaft Šariš gezählt.

## Geographie

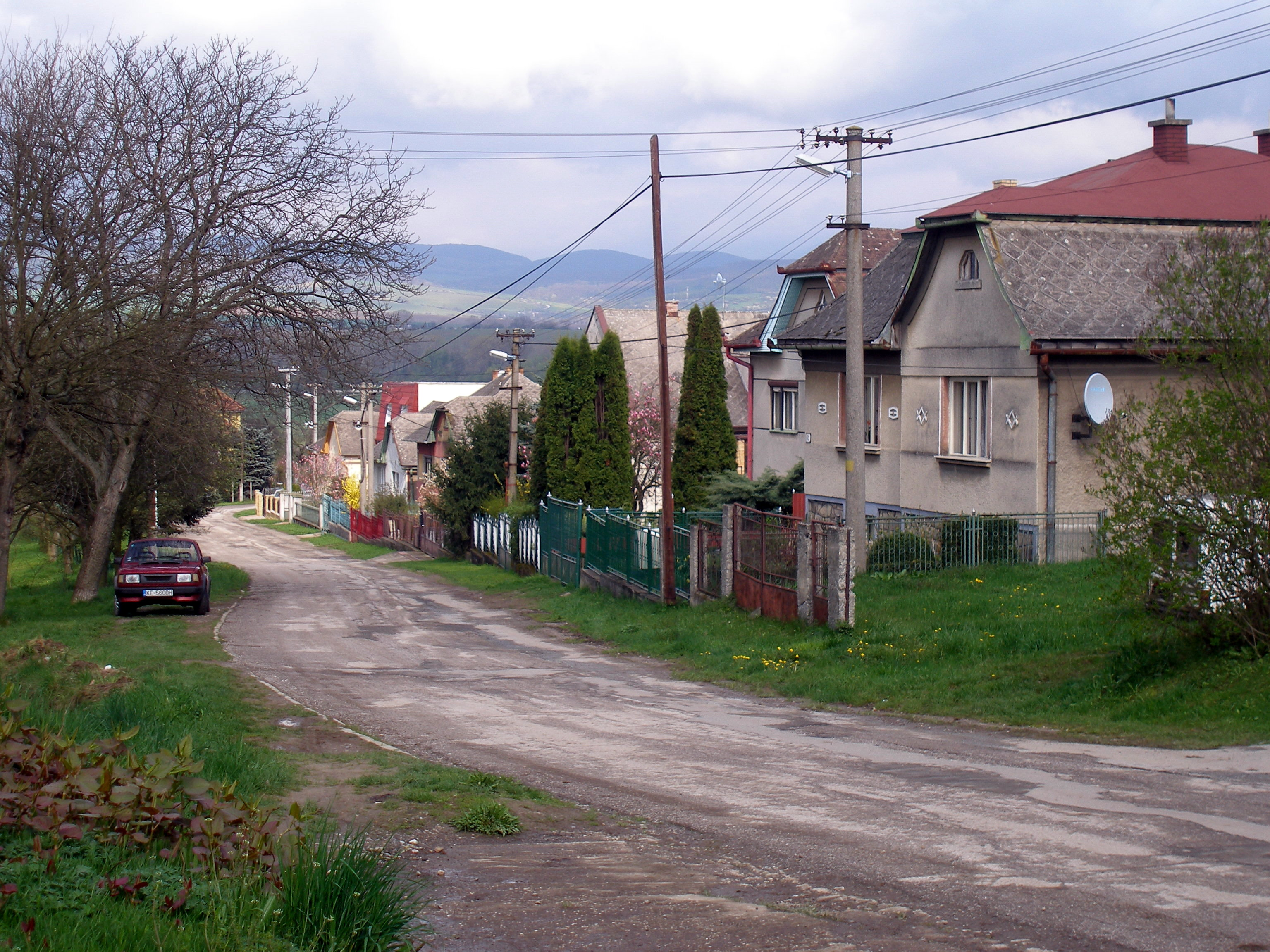
Straße in Janovík

Die Gemeinde befindet sich im Nordteil des Talkessels Košická kotlina am rechten Ufer der Torysa. Das Ortszentrum liegt auf einer Höhe von 230 m n.m. und ist 16 Kilometer von Košice sowie 20 Kilometer von Prešov entfernt (Straßenentfernung).
Nachbargemeinden sind Lemešany (Ortsteil Chabžany) im Westen und Norden, Šarišské Bohdanovce im Nordosten und Bretejovce im Osten, Südosten und Süden.

## Geschichte

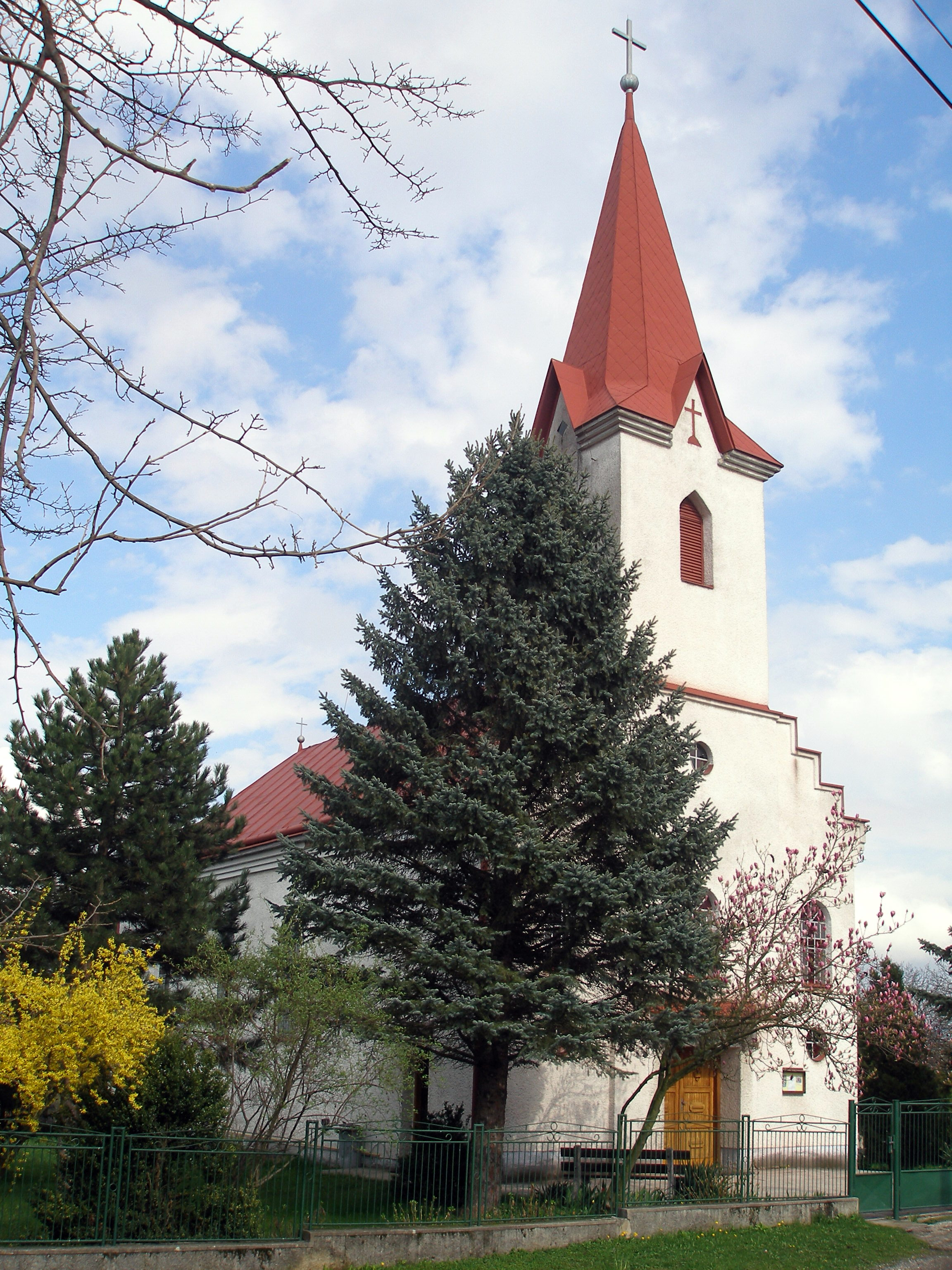
Kirche im Ort

Janovík wurde zum ersten Mal 1330 als Jan schriftlich erwähnt, weitere historische Bezeichnungen sind unter anderen Iwan (1351) und Janowik (1773). Zur Zeit der Ersterwähnung war das Dorf Besitz des comes Bodun aus dem Geschlecht Aba. 1427 wurden 16 Porta verzeichnet und Janovík war Besitz des Landadels, ab dem 17. Jahrhundert der Familien Sztáray und Péchy. 1787 hatte die Ortschaft 31 Häuser und 215 Einwohner, 1828 zählte man 32 Häuser und 232 Einwohner, die als Fuhrleute und Landwirte beschäftigt waren. Die Einwohner nahmen am Ostslowakischen Bauernaufstand von 1831 teil.
Bis 1918/1919 gehörte der im Komitat Sáros liegende Ort zum Königreich Ungarn und danach zur Tschechoslowakei beziehungsweise heute Slowakei. Nach dem Zweiten Weltkrieg wurde die örtliche Einheitliche landwirtschaftliche Genossenschaft (Abk. JRD) im Jahr 1959 gegründet, ein Teil der Einwohner pendelte zur Arbeit nach Košice und Prešov.

## Bevölkerung
| Jahr                | 1994 | 2004    | 2014 | 2024     |
| ------------------- | ---- | ------- | ---- | -------- |
| Anzahl der Personen | 305  | 290     | 290  | 453      |
| Unterschied         |      | −4,91 % | +0 % | +56,20 % |

| Jahr                | 2023 | 2024    |
| ------------------- | ---- | ------- |
| Anzahl der Personen | 437  | 453     |
| Unterschied         |      | +3,66 % |

Nach der Volkszählung 2011 wohnten in Janovík 270 Einwohner, davon 257 Slowaken und ein Magyare. 12 Einwohner machten keine Angabe zur Ethnie.
224 Einwohner bekannten sich zur römisch-katholischen Kirche, vier Einwohner zur Evangelischen Kirche A. B. und drei Einwohner zur griechisch-katholischen Kirche. Acht Einwohner waren konfessionslos und bei 31 Einwohnern wurde die Konfession nicht ermittelt.

## Verkehr
Durch Janovík führt die Straße 1. Ordnung 20 zwischen Košice und Prešov. Die Autobahn D1 verläuft parallel zu ihr östlich am Ort vorbei. Der nächste Bahnanschluss ist in Obišovce an der Bahnstrecke Kysak–Muszyna.